# Nationaldivisioun (2025/2026)
Ten artykuł dotyczy trwającego lub niedawnego wydarzenia sportowego. Informacje w nim zamieszczone mogą się zmienić lub zdezaktualizować wraz z postępem zdarzenia. Początkowe doniesienia, wyniki lub statystyki mogą być niepewne. Ostatnie aktualizacje do tego artykułu mogą nie odzwierciedlać najbardziej aktualnych informacji.
Nationaldivisioun 2025/2026 (oficjalnie znana jako BGL Ligue ze względów sponsorskich) – 112. edycja najwyższej klasy rozgrywkowej w Luksemburgu.
Bierze w niej udział 16 drużyn, które w okresie od 3 sierpnia 2025 do 25 maja 2026 rozegrają 30 kolejek meczów. Sezon zakończą baraże o miejsce w przyszłym sezonie w Nationaldivisioun. 
Tytuł mistrzowski broni drużyna Differdange 03.

## Drużyny
| Uczestnicy poprzedniej edycji | Uczestnicy poprzedniej edycji | Uczestnicy poprzedniej edycji | Uczestnicy poprzedniej edycji |
| --- | ----------------------------- | ----------------------------- | ----------------------------- |
| DIF | FC Differdange 03             | Differdange                   | 1                             |
| UNA | UNA Strassen                  | Strassen                      | 2                             |
| DUD | F91 Dudelange                 | Dudelange                     | 3                             |
| RAC | Racing FC                     | Luksemburg                    | 4                             |
| PRO | Progrès Niedercorn            | Niederkorn                    | 5                             |
| SWI | Swift Hesperange              | Hesperange                    | 6                             |
| MON | US Mondorf-les-Bains          | Mondorf-les-Bains             | 7                             |
| JES | Jeunesse Esch                 | Esch-sur-Alzette              | 8                             |
| UTP | Union Titus Pétange           | Pétange                       | 9                             |
| HOS | US Hostert                    | Hostert                       | 10                            |
| VIC | Victoria Rosport              | Rosport                       | 11                            |
| ROD | FC Rodange 91                 | Rodange                       | 12                            |
| Awans z Éierepromotioun |                               |                               |                               |
| MAM | FC Mamer 32                   | Mamer                         | 1                             |
| KÄE | UN Käerjéng 97                | Luksemburg                    | 2                             |
| po barażach |                               |                               |                               |
| BIS | FC Atert Bissen               | Bissen                        | 3                             |
| JEC | Jeunesse Canach               | Canach                        | 4                             |
| Oznaczenia: - kolumna pierwsza – skróty nazw drużyn, - kolumna trzecia – siedziba klubu, - kolumna czwarta – miejsce zajęte w poprzednim sezonie. |                               |                               |                               |

## Tabela
| Lp. | Drużyna              | M | Z | R | P | B+ | B– | +/– | Pkt | Kwalifikacja lub spadek                         |
| --- | -------------------- | - | - | - | - | -- | -- | --- | --- | ----------------------------------------------- |
| 1   | F91 Dudelange        | 3 | 3 | 0 | 0 | 11 | 7  | +4  | 9   | Liga Mistrzów UEFA • I runda kwalifikacyjna     |
| 2   | Progrès Niedercorn   | 3 | 2 | 0 | 1 | 8  | 5  | +3  | 6   | Liga Konferencji UEFA • II runda kwalifikacyjna |
| 3   | Mamer 32             | 2 | 2 | 0 | 0 | 4  | 2  | +2  | 6   | Liga Konferencji UEFA • II runda kwalifikacyjna |
| 4   | Victoria Rosport     | 3 | 1 | 2 | 0 | 7  | 4  | +3  | 5   |                                                 |
| 5   | Rodange 91           | 3 | 1 | 2 | 0 | 3  | 2  | +1  | 5   |                                                 |
| 6   | Swift Hesperange     | 3 | 1 | 1 | 1 | 5  | 6  | −1  | 4   |                                                 |
| 7   | UNA Strassen         | 3 | 1 | 1 | 1 | 5  | 6  | −1  | 4   |                                                 |
| 8   | Hostert              | 3 | 1 | 1 | 1 | 3  | 4  | −1  | 4   |                                                 |
| 9   | Differdange 03       | 1 | 1 | 0 | 0 | 1  | 0  | +1  | 3   |                                                 |
| 10  | Jeunesse Canach      | 3 | 1 | 0 | 2 | 6  | 6  | 0   | 3   |                                                 |
| 11  | US Mondorf-les-Bains | 3 | 1 | 0 | 2 | 2  | 2  | 0   | 3   |                                                 |
| 12  | Jeunesse Esch        | 3 | 0 | 2 | 1 | 1  | 2  | −1  | 2   |                                                 |
| 13  | Union Titus Pétange  | 3 | 0 | 2 | 1 | 1  | 3  | −2  | 2   | Baraż o Nationaldivisioun                       |
| 14  | Racing FC            | 2 | 0 | 1 | 1 | 2  | 4  | −2  | 1   | Baraż o Nationaldivisioun                       |
| 15  | Käerjeng 97          | 3 | 0 | 1 | 2 | 3  | 6  | −3  | 1   | Spadek do Éierepromotioun                       |
| 16  | Bissen               | 3 | 0 | 1 | 2 | 2  | 5  | −3  | 1   | Spadek do Éierepromotioun                       |

## Wyniki
| Gospodarz \ Gość     | BIS | DIF    | DUD    | HOS | JEC    | JEU    | KAE | MAM | MON    | PRO | RAC    | ROD | SWI    | UNA | UTP    | VIC    |
| -------------------- | --- | ------ | ------ | --- | ------ | ------ | --- | --- | ------ | --- | ------ | --- | ------ | --- | ------ | ------ |
| Bissen               |     |        |        |     |        | 0–0    |     |     | 24 sie |     |        |     |        |     |        |        |
| Differdange 03       | 1–0 |        |        |     |        |        |     |     |        |     | 18 sie |     |        |     |        |        |
| F91 Dudelange        | 4–2 |        |        |     |        |        |     |     |        | 4–3 |        |     |        |     |        |        |
| Hostert              |     |        |        |     | 23 sie |        |     |     |        |     |        | 0–0 |        |     |        | 1–4    |
| Jeunesse Canach      |     |        |        |     |        |        |     | 2–3 |        |     |        | 1–2 |        |     |        |        |
| Jeunesse Esch        |     |        |        |     |        |        | 1–1 | 0–1 |        |     |        |     |        |     |        |        |
| Käerjeng 97          |     |        | 2–3    |     |        |        |     |     |        |     |        |     | 24 sie |     |        |        |
| Mamer 32             |     |        | 24 sie |     |        |        |     |     |        |     |        |     |        |     |        |        |
| US Mondorf-les-Bains |     |        |        |     |        |        | 2–0 |     |        |     |        |     |        | 0–1 |        |        |
| Progrès Niedercorn   |     |        |        |     |        |        |     |     | 1–0    |     |        |     |        |     |        | 24 sie |
| Racing FC            |     |        |        |     | 1–3    | 24 sie |     |     |        |     |        |     |        |     |        |        |
| Rodange 91           |     | 24 sie |        |     |        |        |     |     |        |     | 1–1    |     |        |     |        |        |
| Swift Hesperange     |     |        |        |     |        |        |     |     |        | 1–4 |        |     |        | 4–2 | 0–0    |        |
| UNA Strassen         |     |        |        |     |        |        |     |     |        |     |        |     |        |     | 24 sie |        |
| Union Titus Pétange  |     |        |        | 0–2 |        |        |     |     |        |     |        |     |        |     |        | 1–1    |
| Victoria Rosport     |     |        |        |     |        |        |     |     |        |     |        |     |        | 2–2 |        |        |

## Najlepsi strzelcy
| Bramki | Strzelcy        | Drużyna         |
| ------ | --------------- | --------------- |
| 3      | Maurice Deville | Jeunesse Canach |
| 3      | Bilal Benkhedim | F91 Dudelange   |

Stan na 2025-08-17.

## Stadiony
| Bissen                     |
| -------------------------- |
| Terrain ZAC Klengbousbierg |
| Pojemność: 1500            |
|                            |

| Differdange 03                             |
| ------------------------------------------ |
| Stade Municipal de la Ville de Differdange |
| Pojemność: 3500                            |
|                                            |

| F91 Dudelange     |
| ----------------- |
| Stade Jos Nosbaum |
| Pojemność: 2558   |
|                   |

| Hostert          |
| ---------------- |
| Stade Jos Becker |
| Pojemność: 1500  |
|                  |

| Jeunesse Canach        |
| ---------------------- |
| Stade Rue de Lenningen |
| Pojemność: 1000        |
|                        |

| Jeunesse Esch         |
| --------------------- |
| Stade de la Frontière |
| Pojemność: 5400       |
|                       |

| Mondorf-les-Bains |
| ----------------- |
| Stade John Grün   |
| Pojemność: 3600   |
|                   |

| Progrès Niedercorn |
| ------------------ |
| Stade Jos Haupert  |
| Pojemność: 2800    |
|                    |

| Racing FC              |
| ---------------------- |
| Stade Achille Hammerel |
| Pojemność: 5814        |
|                        |

| Rodange 91              |
| ----------------------- |
| Stade Joseph Philippart |
| Pojemność: 3400         |
|                         |

| Swift Hesperange     |
| -------------------- |
| Stade Alphonse Theis |
| Pojemność: 4000      |
|                      |

| UN Käerjéng 97  |
| --------------- |
| Stade um Bëchel |
| Pojemność: 1000 |
|                 |

| Mamer 32               |
| ---------------------- |
| Stade François Trausch |
| Pojemność: 2600        |
|                        |

| UNA Strassen                |
| --------------------------- |
| Complexe Sportif Jean Wirtz |
| Pojemność: 2000             |
|                             |

| Union Titus Pétange        |
| -------------------------- |
| Stade Municipal de Pétange |
| Pojemność: 2400            |
|                            |

| Victoria Rosport |
| ---------------- |
| Party-Rent-Arena |
| Pojemność: 1500  |
|                  |

Źródło: 